# Lemula par
Lemula par är en skalbaggsart som beskrevs av Holzschuh 1998. Lemula par ingår i släktet Lemula och familjen långhorningar. Inga underarter finns listade i Catalogue of Life.